# Árvore Europeia do Ano

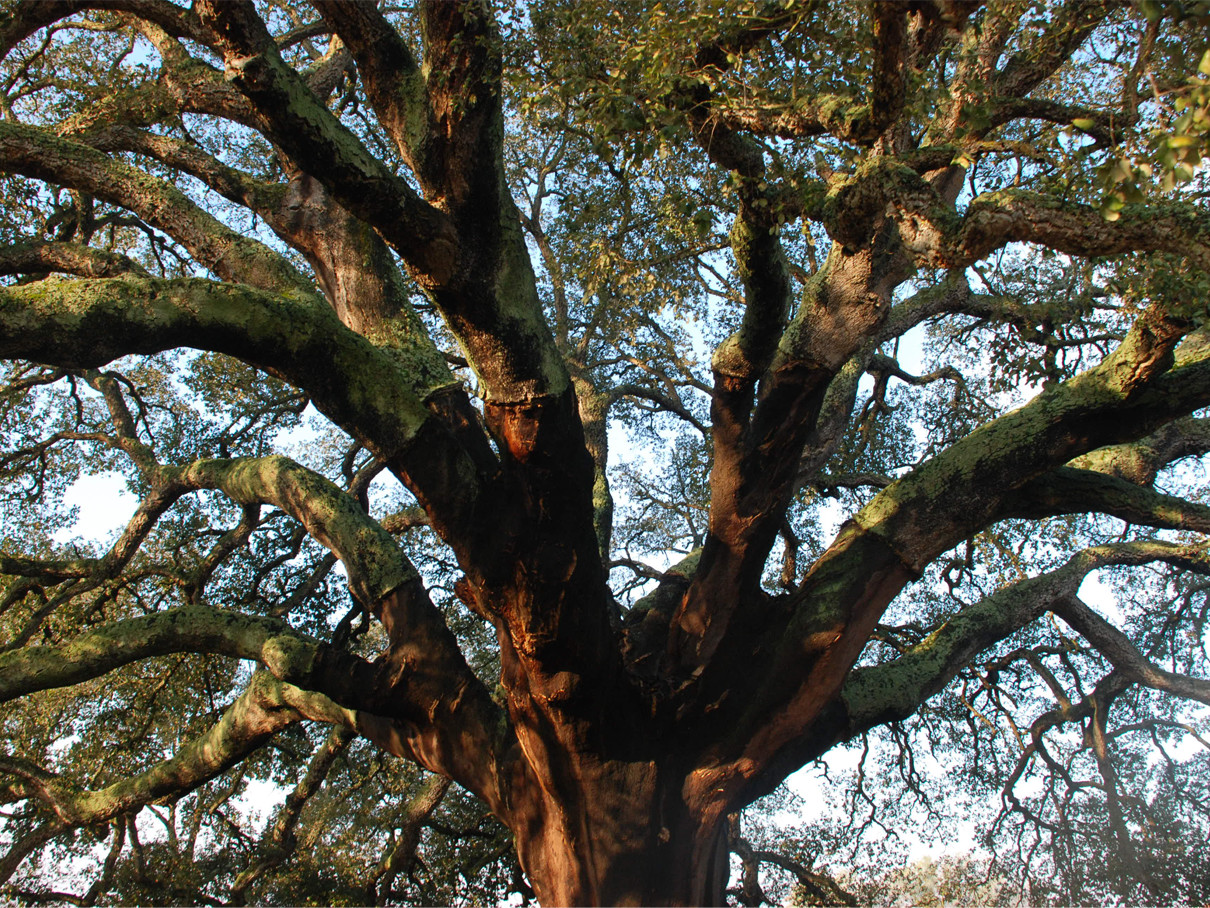
Vencedor de 2018, "Sobreiro Assobiador" em Águas de Moura, Portugal

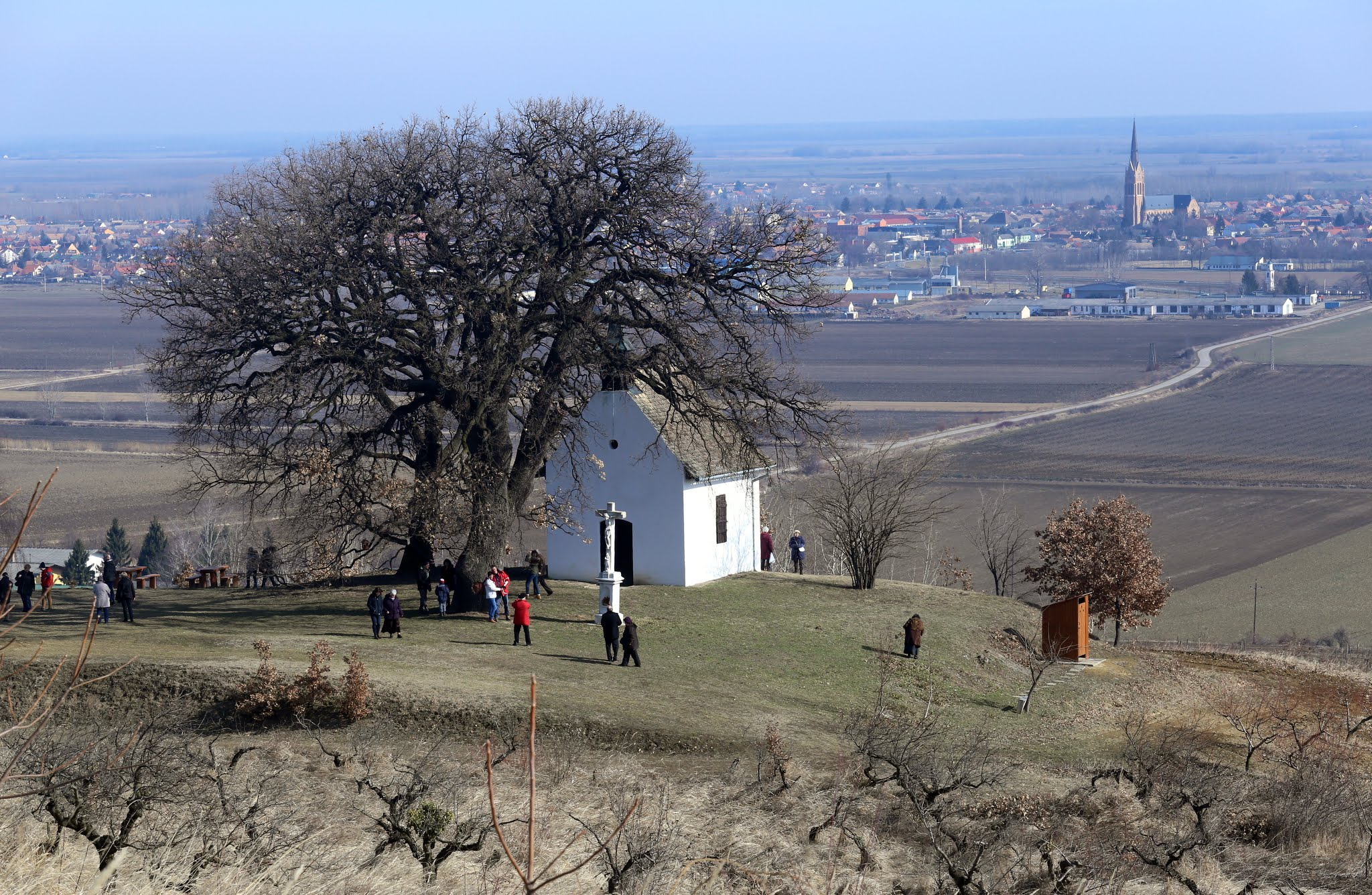
Vencedor de 2016 "A árvore mais antiga de Bátaszék", Hungria

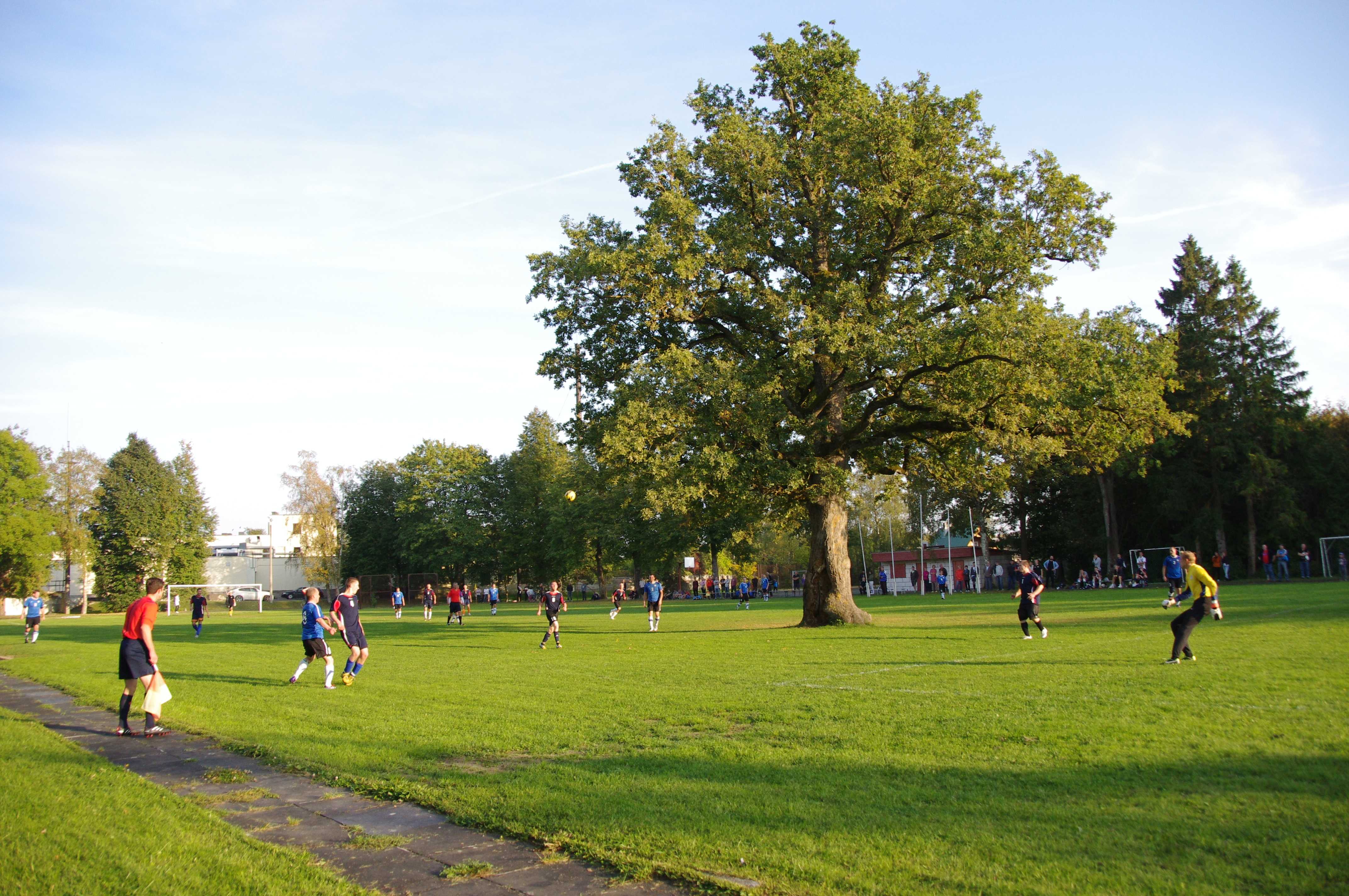
Vencedor de 2015 "Carvalho num campo de futebol", Estónia

A Árvore Europeia do Ano é um concurso anual realizado para encontrar a árvore preferida na Europa.
O concurso é realizado pela Environmental Partnership Association (EPA), uma organização apoiada pela Comissão Europeia.

## Vencedores
- 2024 - Faia (Fagus sylvatica) no Jardim Botânico da Universidade de Wrocław, Polónia
- 2023 - Carvalho-alvarinho (Quercus robur) em Łódź, Polónia
- 2022 - Carvalho-alvarinho (Quercus robur) em Przybudki, Polónia
- 2021 - Azinheira (Quercus Ilex) em Lecina, Espanha
- 2020 - Pinheiro de casquina (Pinus sylvestris) em Chudobín, República Checa
- 2019 - Amendoeira (Prunus dulcis) de Snowy Hill em Pécs - Hungria
- 2018 - Sobreiro assobiador (Quercus suber) em Águas de Moura - Portugal
- 2017 - Carvalho Józef (Quercus robur) - Polónia
- 2016 - A árvore mais antiga de Bátaszék (Quercus pubescens) - Hungria
- 2015 - Carvalho (Quercus robur) num campo de futebol - Estónia
- 2014 - O Velho Olmo (Ulmus minor), Bulgária
- 2013 - Plátano (Platanus acerifolia) em Eger - Hungria
- 2012 - A Velha Tília (Tilia Sp.) de Felsőmocsolád - Hungria
- 2011 - Tília (Tilia Cordata) em Leliceni - Roménia